# Миколайчики
Миколайчики, або Ерінгіум (Erýngium) — рід трав'янистих рослин родини окружкові (Apiaceae). Рід містить 248 видів, які ростуть у Північній Африці, Євразії, Австралії, Південній і Північній Америці.

## Поширення
За даними сайту The Plant List рід налічує близько 260 видів у тропічних, субтропічних та помірних поясах, головним чином у Мексиці та Південній Америці.
Росте по піщаних місцях, у заростях чагарників та у степах.

## Ботанічний опис
Багато-, рідше дво — або однорічні трави.
Стебло пряме, голе, синюватого кольору, нагорі гіллясте, висотою до півметра.
Листки цільні або перисто-розсічені, часто шкірясті та колючозубчаті.
Квітки дрібні, двостатеві, сидячі, переважно синьо-блакитні, звичайного типу окружкових, зібрані на верхівці гілок у яйцеподібну голівку; покривало складається з 6–7 вузьколанцетних, що не перевищують головки, колючих листочків.
Плоди від кулястої до обернено-яйцюватої форми, ледь приплюснутої з боків, укриті лусочками.

## Практичне використання
Багато видів розводять як декоративні рослини у відкритому ґрунті та у оранжереях.
Багато видів Миколайчиків використовуються як лікарські рослини. Ефірна олія, отримана з цих рослин, містить багато видів терпеноїди, сапоніни, флавоноїди, кумарини та стероїди.

## Назва
Наукова назва Eryngium, ймовірно, походить від слова, яке нагадує їжака: «erinaceus»; але воно також може походити від «eruma» (= захист), що стосується колючих листків рослин цього роду. Українська назва очевидно запозичена з польської мови mikolajki, пов'язане з власним ім'ям Mikolaj; мотивація назви не відома.

## Види

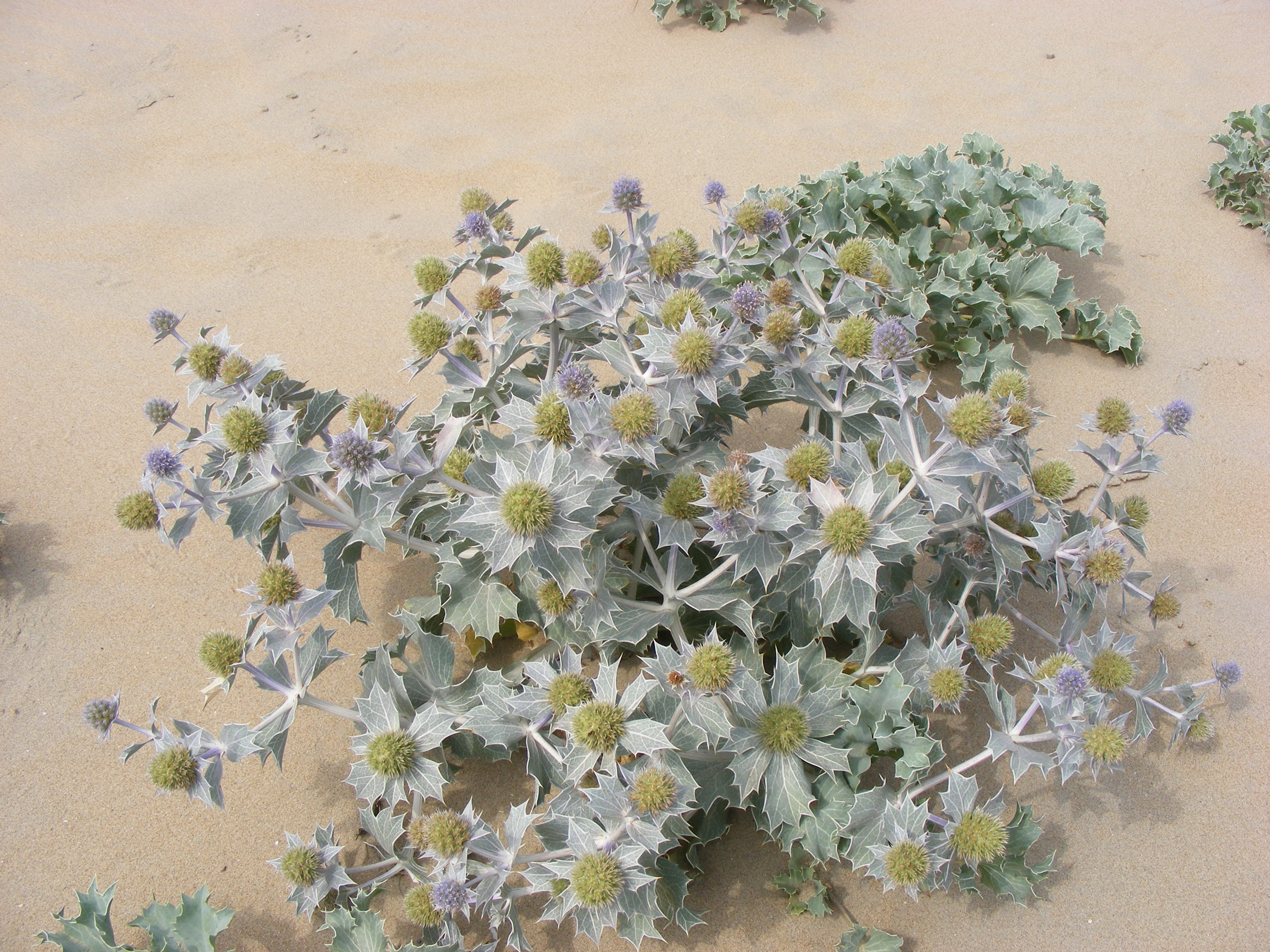
Eryngium maritimum

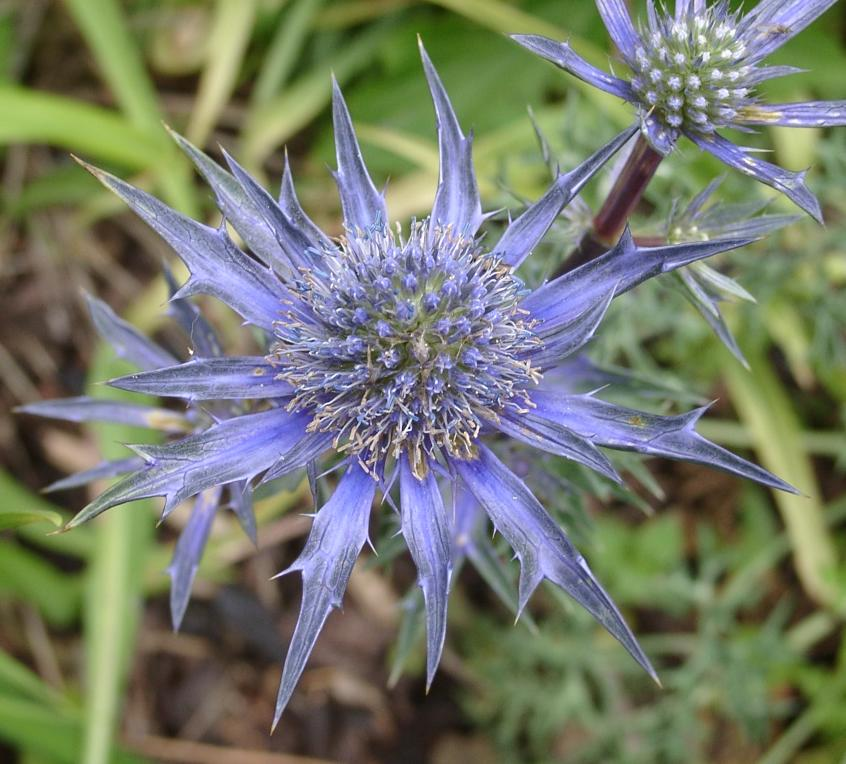
Eryngium bourgatii

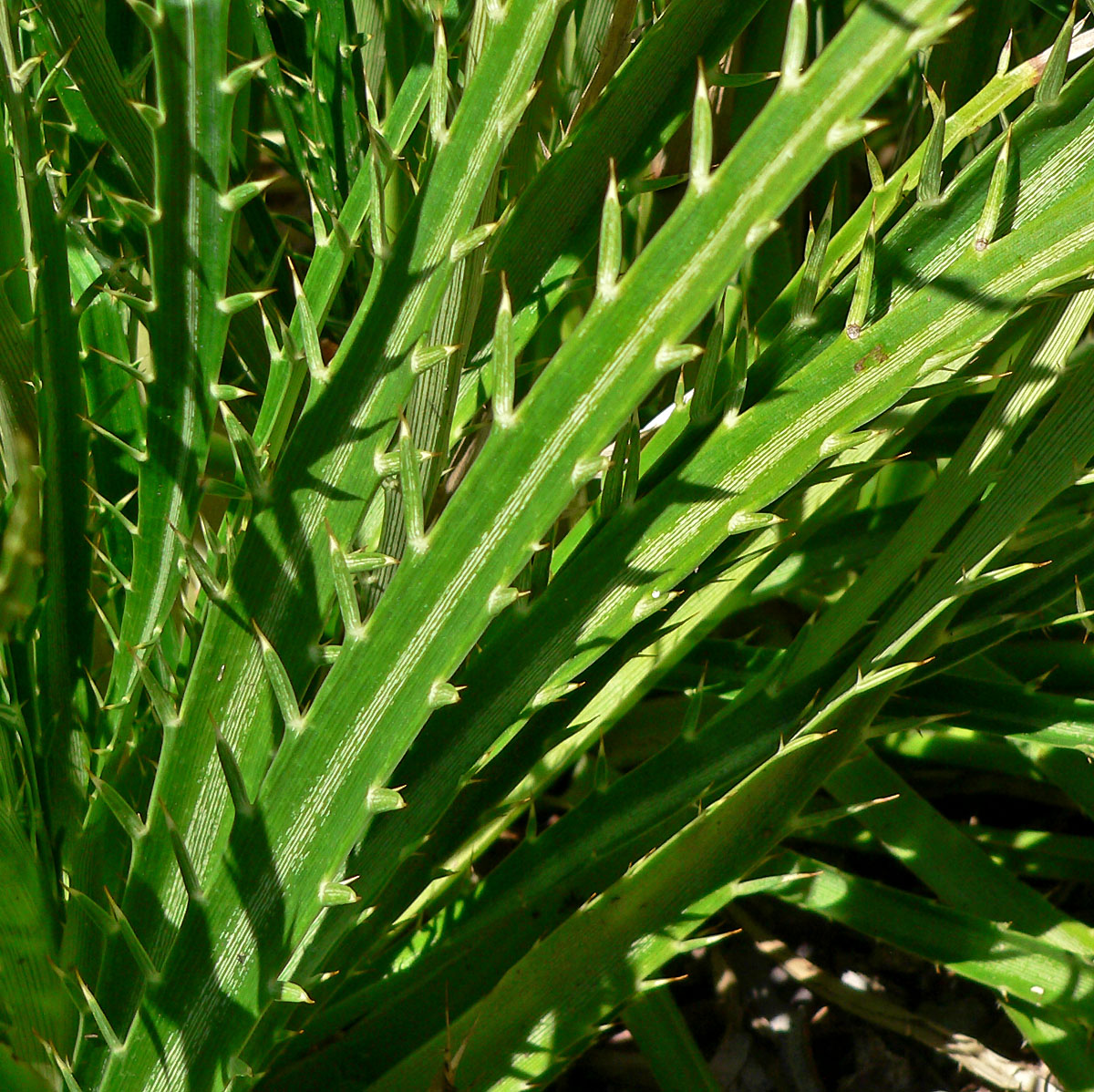
Eryngium alternatum

Види включають (для трьох українських видів наведено українські назви):

| - Eryngium agavifolium Griseb. - Eryngium alismifolium - Eryngium alpinum — Миколайчики альпійські - Eryngium amethystinum - Eryngium aquaticum - Eryngium aristulatum - Eryngium armatum - Eryngium aromaticum - Eryngium articulatum - Eryngium baldwinii - Eryngium billardieri - Eryngium bourgatii - Eryngium bromelifolium - Eryngium caeruleum - Eryngium campestre — Миколайчики польові - Eryngium carlinae - Eryngium castrense - Eryngium constancei - Eryngium corniculatum - Eryngium creticum - Eryngium cuneifolium - Eryngium depressum - Eryngium dichotomum - Eryngium diffusum - Eryngium dilatatum - Eryngium divaricatum - Eryngium dorae - Eryngium duriaei - Eryngium ebracteatum - Eryngium eburneum - Eryngium elegans - Eryngium foetidum - Eryngium giganteum - Eryngium glaciale - Eryngium heterophyllum - Eryngium hookeri - Eryngium humile | - Eryngium inaccessum - Eryngium integrifolium - Eryngium jaliscense - Eryngium leavenworthii - Eryngium lemmonii - Eryngium maritimum типовий — Миколайчики приморські - Eryngium mathiasiae - Eryngium monocephalum - Eryngium nasturtiifolium - Eryngium nudicaule - Eryngium ombrophilum - Eryngium ovinum - Eryngium palmatum - Eryngium pandanifolium - Eryngium paniculatum - Eryngium pectinatum - Eryngium pendletonensis - Eryngium petiolatum - Eryngium phyteumae - Eryngium pinnatifidum - Eryngium pinnatisectum - Eryngium planum — Миколайчики пласкі - Eryngium prostratum - Eryngium proteiflorum - Eryngium racemosum - Eryngium rostratum - Eryngium sanguisorba - Eryngium serbicum - Eryngium serra - Eryngium sparganophyllum - Eryngium spinosepalum - Eryngium tenue - Eryngium tricuspidatum - Eryngium triquetrum - Eryngium vaseyi - Eryngium viviparum - Eryngium yuccifolium |

Докладніше див. Список видів роду Миколайчики